# Уильямс, Айк
Айк Уильямс (англ. Ike Williams; 2 августа 1923, Брансуик, США — 5 сентября 1994) — американский боксёр. Чемпион мира в лёгкой весовой категории (NBA, 1945—1951; единый (NBA и NYSAC), 1947—1951).
В 1948 году признан «Боксёром года» по версии журнала «Ринг».

## Профессиональная карьера
Дебютировал на профессиональном ринге 15 марта 1940 года, одержав победу по очкам.
25 января 1944 года проиграл нокаутом в последнем, 12-м, раунде экс-чемпиону мира в лёгком весе Бобу Монтгомери.
7 июня 1944 года победил по очкам экс-чемпиона мира в лёгком весе Сэмми Анготта.
6 сентября 1944 года провёд второй бой против Сэмми Анготта. Снова выиграл по очкам.

### Чемпионский бой сХуаном Суритой
18 апреля 1945 года встретился с чемпионом мира в лёгком весе по версии NBA мексиканцем Хуаном Суритой. Уильямс одержал победу техническим нокаутом во 2-м раунде.
19 сентября 1945 года в третий раз встретился с Сэмми Анготтом. Проиграл техническим нокаутом в 6-м раунде. Титул на кону не стоял.
30 апреля 1946 года защитил титул NBA, победив Энрике Боланьоса техническим нокаутом в 8-м раунде.
4 сентября 1946 года нокаутировал в 9-м раунде валлийца Ронни Джеймса и защитил титул.
20 июня 1947 года встретился с экс-чемпионом мира в 1-м полусреднем весе Типпи Ларкином. Бой был нетитульным. Уильямс нокаутировал Ларкина в 4-м раунде.

### Объединительный бой сБобом Монтгомери
4 августа 1947 года встретился с чемпионом мира в лёгком весе по версии NYSAC Бобом Монтгомери. Уильямс одержал победу техническим нокаутом в 6-м раунде и объединил титулы в лёгком весе.
27 февраля 1948 года победил по очкам кубинца Кида Гавилана. Титулы на кону не стояли.

### Защиты титулов
25 мая 1948 года во второй раз встретился с Энрике Боланьосом. Победил раздельным решением судей.
12 июля 1948 года нокаутировал в 6-м раунде экс-чемпиона мира в лёгком весе Бо Джека.
23 сентября 1948 года нокаутировал в 10-м раунде Джесси Флореса.
28 января 1949 года провёл второй бой с Кидом Гавиланом. Титулы на кону не стояли. Поединок продлился все 10 раундов. Победителем был объявлен кубинский спортсмен.
1 апреля 1949 года в третий раз встретился с Кидом Гавиланом. Титулы на кону не стояли. Судьи единогласно отдали победу кубинцу: 7-2 и 6-3 (дважды).
21 июля 1949 года защитил чемпионские титулы в лёгком весе, нокаутировав в 4-м раунде Энрике Боланьоса. Это был уже третий бой между спортсменами.
5 декабря 1949 года в четвёртый раз встретился с Фредди Доусоном. Бой продлился все 15 раундов. Уильямс победил единогласным решением судей и отстоял звание чемпиона.
5 марта 1951 года провёл второй бой с Бо Джеком. Выиграл раздельным решением судей. Поединок был нетитульным.

### Потеря титула в бою сДжимми Картером
25 мая 1951 года Уильямс проводил защиту титула чемпиона мира в лёгком весе в бою с Джимми Картером. Картер одержал досрочную победу в 14-м раунде.
12 января 1953 года проиграл по очкам Кармену Базилио. Счёт судей: 3-7 и 1-9 (дважды).
9 апреля 1955 года состоялся третий бой между Айком Уильямсом и Бо Джеком. Поединок завершился вничью.
12 августа 1955 года Уильямс и Джек встретились в четвёртый раз. Бой был остановлен после 8-го раунда. Уильямс одержал досрочную победу. После этой победы Айк ушёл из бокса.

## Признание
- В 1978 году включён в Зал славы журнала «Ринг».
- В 1983 году включён во Всемирный зал боксёрской славы.
- В 1990 году включён в Международный зал боксёрской славы[24].
- В 2001 году журнал «Ринг» поставил Уильямса на 5-е место в списке Величайших боксёров в истории лёгкого веса.